# Conde de Faro
O Condado de Faro é um título nobiliárquico português criado, de juro e herdade e com Honras de Parente, por D. Afonso V, Rei de Portugal, por Carta de 22 de maio de 1469 a favor de D. Afonso de Bragança, 2º conde de Odemira jure uxoris. É um título muito distinto e antigo ligado à família Bragança e Noronha de Portugal. Observa-se que o título se refere à povoação de Faro do Alentejo e não à mais conhecida cidade de Faro no Algarve.

## História
Os Condes de Faro historicamente estão ligados à Casa de Bragança, pois D. Afonso era 3º filho varão de D. Fernando I, 2º duque de Bragança, por isso usavam o mesmo brasão, com ouro lateral para diferença. Os seus principais domínios estavam no Alentejo, em particular na antiga Vila do Vimieiro, perto de Arraiolos.
Afonso de Bragança e Castro, bisneto de Sua Majestade o Rei Dom João I de Portugal, e filho do II Duque de Bragança foi 1.º Conde de Faro e 2.º Conde de Odemira e Aveiro, casou em 1460 com Maria de Noroña e Sousa, bisneta de Sua Majestade o Rei Dom Fernando I de Portugal, II Condessa de Odemira, V Senhora de Mortágua, Aveiro e Vimieiro, filha de Sancho de Noroña, I Conde de Odemira, e Mencía de Sousa, IV Senhora de Mortágua. 
Em 1484 os Condes de Faro fogem para Castela, onde tiveram uma ligação muito íntima com a família de Cristóvão Colombo.
O filho do primeiro conde de Faro foi D. Frederico de Portugal, conselheiro de Fernando de Aragão e um dos principais apoiantes de D. Carlos V, que em 1525, o nomeou vice-rei da Catalunha e seu capital-general. D. Federico nunca se desligou do seu país: mandou construir, por exemplo, no Convento de São Francisco, em Estremoz, uma capela renascentista onde estão bem patentes as armas dos condes de Faro.
Em Vimeiro, antigo concelho perto de Arraiolos, subsiste um importante espólio desta família à espera de análise.

## Condes de Faro
1. D. Afonso (1435), I. Conde de Faro, II. conde de Odemira jure uxoris e V.Senhor de Mortágua jure uxoris.
2. D. Estevão de Faro (1550), II.Conde de Faro.
3. D. Dinis de Faro (1570), III.Conde de Faro.
4. D. Joana de Faro (1610), IV. Condessa de Faro.